# Semampir (Buayan)
Semampir is een bestuurslaag in het regentschap Kebumen van de provincie Midden-Java, Indonesië. Semampir telt 1177 inwoners (volkstelling 2010).